# La mentira tiene cabellos rojos
La mentira tiene cabellos rojos és una pel·lícula espanyola del 1960 dirigida per Antonio Isasi Isasmendi amb un guió del propi Isasi i Lluís Josep Comeron, protagonitzada per Arturo Fernández i Analía Gadé.

## Argument
Isabel i Enrique formen una parella d'il·lusionistes, que després d'assolir un gran èxit amb un dels seus números, decideixen casar-se. Però durant la nit de noces Isabel desapareix misteriosament. Enrique es va convencent, a poc a poc, que la seva esposa l'ha abandonat per un altre.

## Repartiment
- Analía Gadé... Isabel Mendoza
- Arturo Fernández... Enrique Solano
- Eulàlia del Pino… Olga
- Laura Granados... Carmen
- Carles Lloret...	Carlos
- Milo Quesada...	Francisco Soto
- Antonio Molino Rojo... Amic d'Enrique
- Marta Flores	... Invitada de la festa
- Antonio Jiménez Escribano ...	Amic d'Enrique
- José María Labernié ... Amic d'Enrique

## Recepció
Fou exhibida per primera vegada al Festival Internacional de Cinema de Sant Sebastià 1960, on va formar part de la selecció oficial, tot i que no va aconseguir bones crítiques.